# Platydoras
Platydoras – rodzaj słodkowodnych ryb sumokształtnych z rodziny kirysowatych (Doradidae). Niektóre gatunki są hodowane jako ryby akwariowe.

## Występowanie
Ameryka Południowa.

## Klasyfikacja
Gatunki zaliczane do tego rodzaju:
- Platydoras armatulus - sum liniowy[3]
- Platydoras brachylecis
- Platydoras costatus
- Platydoras hancockii - żebrowień mrukliwy[4]

Gatunkiem typowym jest Silurus costatus (P. costatus).

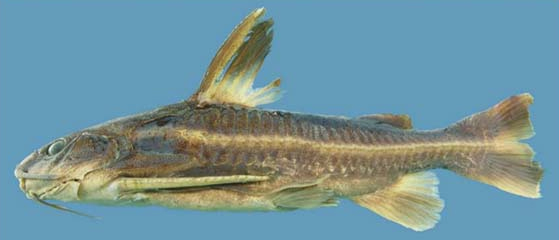
Platydoras brachylecis
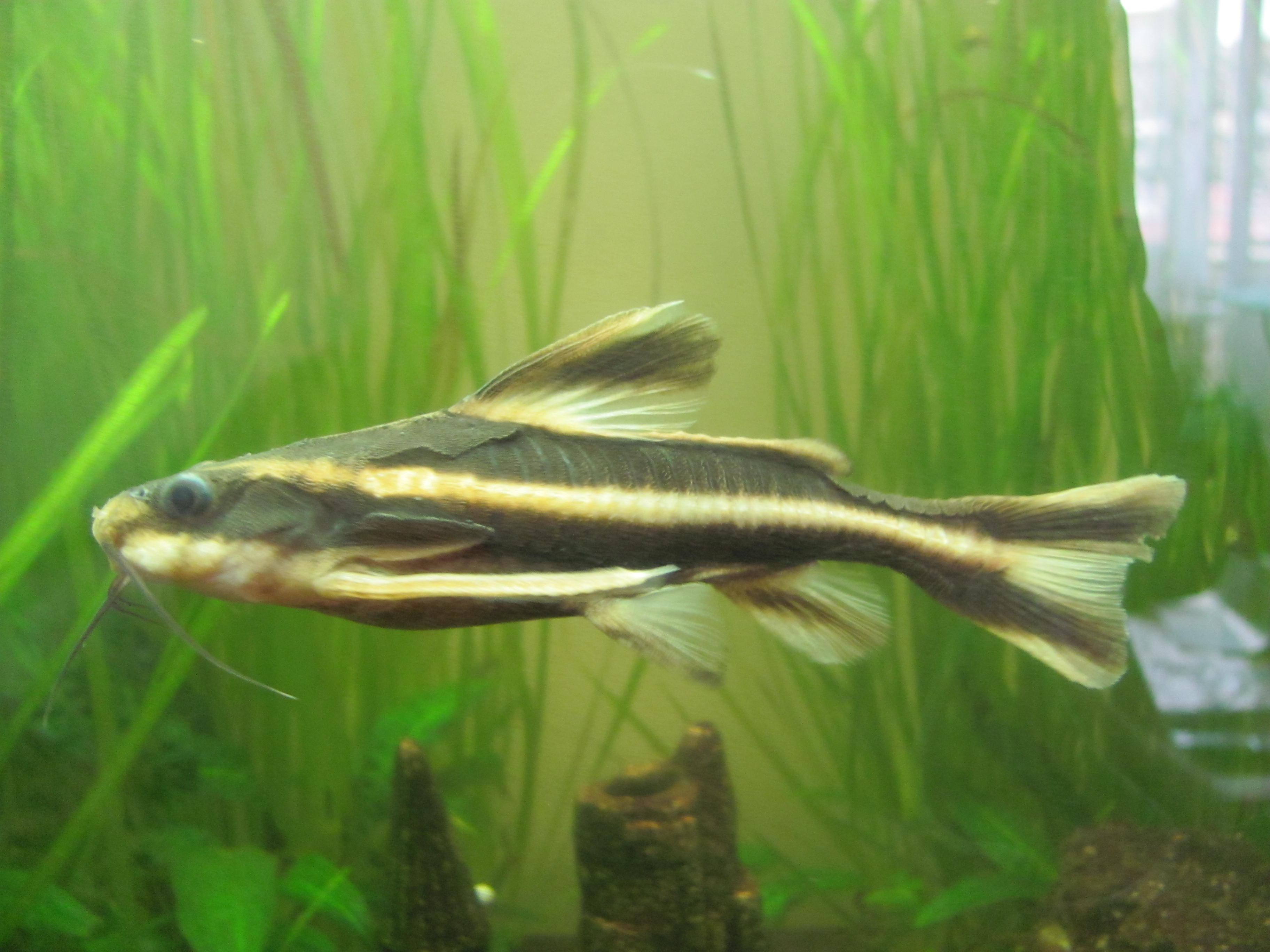
Platydoras armatulus